# Nurmsi (Paide)
Koordinaten: 58° 52′ N, 25° 43′ O
Nurmsi (deutsch ebenfalls Nurmsi) ist ein Dorf (estnisch küla) in der Landgemeinde Paide (Paide vald). Es liegt im mittelestnischen Landkreis Järvamaa.

## Beschreibung und Geschichte
Das Dorf hat 103 Einwohner (Stand 1. Januar 2010). Es liegt zehn Kilometer östlich der Stadt Paide. Die Siedlung wurde erstmals 1564 unter dem Namen Nurmis urkundlich erwähnt.
Bei Nurmsi haben Archäologen Grabfelder aus der Eisenzeit entdeckt. Dort wurden sowohl eingeäscherte als auch unverbrannte Überreste von Leichnamen gefunden. Ausgrabungen fanden 1905, 1907, 1921/23 und 1943/35 statt.
Während der sowjetischen Besetzung Estlands lag bei Nurmsi, nahe dem Moor von Mündi, ein Flugfeld der sowjetischen Luftstreitkräfte. Die Landebahn mit einer Grasoberfläche hatte eine Länge von 2.500 Metern. Die Anlage wurde nach Wiedererlangung der estnischen Unabhängigkeit in den 1990er Jahren in landwirtschaftliche Flächen umgewandelt.

## Söhne und Töchter (Auswahl)
- Andreas von Below (1763–1820), livländischer Landmarschall